# Castell i vila de Moror
El castell i vila closa de Moror foren edificats damunt d'un penyal en un dels punts més dominants de la vall de Sant Esteve. Pertany al nucli de Moror, entitat de població del municipi de Sant Esteve de la Sarga, situat a la part del Montsec d'Ares coneguda com l'Obaga del Montsec. Al costat de l'església, a la banda septentrional, hi ha restes de diversos fragments d'una torre, de la muralla i d'una torre d'angle.

## Història
El lloc de Moror s'originà a partir del castell homònim. El terme del castell, documentat des del 1092 com a «castro Moror», fou donat l'any 1099 pel comte Pere Ramon I de Pallars Jussà a la canònica de Mur. L'any 1272, el paborde Arnau de Mur definí els drets que tenia sobre el castell de Moror, que Berenguer de Moror havia donat a la pabordia en favor de Guillem de Castissent a canvi de 1 000 sous jaquesos. L'any 1632 Moror continuava pertanyent a la pabordia de Mur i l'any 1831 figura en mans de la família Oliver.

## Arquitectura
El poble de Moror, en un moment primerenc sembla que tenia una planta bàsicament quadrada, d'un costat de 45 m, planta de poble clos amb un únic accés principal, atesa la seva situació damunt d'un penyal. No se sap si s'organitzava al voltant d'una plaça central, tal com s'esdevé actualment. Al nord-est hi ha l'església. al seu costat hi havia una torre, segurament circular que resta molt malmesa. Les cases de hi ha a l'est del poble, al vessant del turó, segurament foren afegides modernament. A l'oest de l'església hi ha una torre de planta en forma de mitja circumferència. Si l'església restava dins dels murs del poble, deuria ser una torre en principi circular, anterior fins i tot a les muralles. Si l'església era fora muralla, pot ser que en fos una bestorre. Té un diàmetre aproximat de 4,7 m. Per sobre els 40 cm de fonaments hi ha uns 65 cm de pedres col·locades verticalment (30 cm d'alt X 20 cm d'ample), després uns 125 cm de carreus de 25 cm X 35 cm i seguidament, una pedra cada vegada menys treballada. L'edifici arriba a un 8 m d'alt. A l'oest d'aquesta bestorre començava un llenç de muralles d'una longitud d'uns 21 m. Els primers metres es degueren enderrocar en fer-se una entrada al poble. Els 6 m següents són molt refets, amb un talús de reforç. Els 8,3 m següents corresponen a les muralles originals. El llenç s'acaba amb una torre d'angle, amb un fragment de circumferència visible de 5,5 m. Cap al sud hi ha encara uns 3 m més de muralla original. Aquesta muralla i la torre tenien una alçada d'uns 6 m. Els murs són formats per carreus de mida mitjana, col·locats en filades horitzontals.
En principi es podria datar les muralles cap al segle xi, amb algun afegit posterior o algun precedent anterior, per exemple, la part inferior de la torre més propera a l'església. La situació del poble en un indret dominant i damunt d'una penya que li fa de defensa natural permet pensar que fou poblat des d'una època molt reculada.